# 林谷和樹
林谷 和樹（、1966年〈昭和41年〉 - ）は日本のゲームクリエイター。フリーランス。愛称はダニー。広島県出身。

## 略歴
アルバイトで映画美術の仕事を始め、特撮映画を主に約10年間フリーで活動。『ガンヘッド』（1989年）から『モスラ』（1996年）までの川北紘一率いる特撮班のすべての作品に参加した。
1997年3月、ソニー・コンピュータエンタテインメントに入社、ゲームの演出を担当。
2004年以降、フリーランスのゲーム演出家として活動中。

## 主な参加作品

### 映画
- 帝都物語（1988年） - 本編美術（アルバイト）[1][2]
- 死霊の罠（1988年）
- ガンヘッド（1989年）[1][2]
- ゴジラシリーズ
  - ゴジラvsビオランテ（1989年） - 特撮美術助手[1]
  - ゴジラvsモスラ（1992年）
  - ゴジラvsスペースゴジラ（1994年） - 特撮美術助手[2][注釈 1]
- ガメラ2 レギオン襲来（1996年）
- モスラ（1996年）[2]
- ウルトラシリーズ
  - ウルトラマンゼアス2 超人大戦・光と影（1997年）
  - 劇場版 ウルトラマンX きたぞ!われらのウルトラマン（2016年）

### ゲーム
- レジェンド オブ ドラグーン（1999年） - エフェクトディレクター
- 正義の味方（2001年） - 絵コンテ、イベント演出、バトル演出
- ラジアータ・ストーリーズ（2005年） - 演出
- ヴァルキリープロファイル2（2006年） - イベントディレクター
- スターオーシャン4（2009年） - 絵コンテ
- TOKYO JUNGLE（2012年） - スーパーバイザー
- サイコブレイク（2014年） - レイアウト・ライティング
- ストリートファイターV（2016年） - 背景ディレクター
- マーベル VS. カプコン:インフィニット（2017年） - カットシーン演出

### テレビ番組
- 奇兵隊（1989年） - 特撮美術助手[1]
- ウルトラシリーズ
  - ウルトラマンX（2015年） - 絵コンテ
  - ウルトラマンオーブ（2016年） - 絵コンテ
  - ウルトラマンジード（2017年） - 絵コンテ
  - ウルトラマンR/B（2018年） - 絵コンテ
  - ウルトラマンタイガ（2019年） - 絵コンテ
  - ウルトラマンZ（2020年） - 絵コンテ
  - ウルトラマントリガー（2021年） - 絵コンテ